# North Shore (telessérie)
North Shore foi uma soap opera americana transmitida pela Fox todas as segundas-feiras nos Estados Unidos durante sete meses de 2004 a 2005. É centrado em torno dos funcionários e clientes do hotel fictício Grand Waimea e Resort (na vida real se chama Turtle Bay Resort localizado próximo à Kahuku, Oahu) na costa norte do Havaí. North Shore estreou em 14 de junho de 2004, programada com 13 episódios iniciais. A série terminou em janeiro de 2005 com 21 episódios.

## Elenco
- Kristoffer Polaha — Jason Matthews
- Brooke Burns — Nicole Booth
- James Remar — Vincent Colville
- Corey Sevier — Gabriel Miller
- Nikki DeLoach — MJ Bevans
- Jay Kenneth Johnson — Chris Remsen
- Amanda Righetti — Tessa Lewis
- Jason Momoa — Frankie Seau
- Michael Ontkean — Gordy Matthews
- Josh Hopkins — Morgan Holt
- Robert Kekaula — Sam
- Christopher McDonald — Walter Booth
- Shannen Doherty — Alexandra Hudson